# Charles Meynier
Pour les articles homonymes, voir Meynier.
Charles Meynier, né à Paris le 24 novembre 1768 et mort à Paris le 6 septembre 1832, est un peintre néo-classique français.
Élève de François-André Vincent, il remporta en 1789 un second premier grand prix de Rome. On lui doit des dessins pour les bas-reliefs et statues de l'arc de Triomphe du Carrousel.
Il fut membre de l'Académie des beaux-arts dès 1816.

## Biographie
Peintre d'histoire, Charles Meynier naquit à Paris le 24 novembre 1768. Enfant d'une famille nombreuse, son père le destinait à la profession de tailleur, mais se sentant du goût pour les arts du dessin, il préféra entrer chez le graveur en taille-douce Pierre-Philippe Choffard. Quoi qu'il y fit de rapides progrès, son plus grand désir était de devenir peintre. L'un de ses frères aînés, Meynier-Saint-Fal, acteur de la Comédie-Française, se chargea de le placer à ses frais dans l'atelier de l'académicien François-André Vincent, qui jouissait alors d'une brillante réputation. Plein de zèle et de constance, Meynier  mit si heureusement à profit les leçons de son maître, qu'au bout de quatre ans, en 1789, il remporta le second premier grand prix de Rome en peinture, ce qui lui valut de partir pour Rome en qualité de « pensionnaire du Roi ». Ce fut durant son séjour dans cette ville, qu'il dessina avec une fidélité scrupuleuse des ouvrages de sculpture antique, et il fit de ces études une grande collection, dont il ne voulut jamais se défaire.
De retour en France, à l'époque de la Terreur, il passa une partie de cette période à composer un grand nombre d'esquisses, dans l'intention d'en faire un jour de grand tableaux. Après le 9 thermidor, ne craignant plus autant les dénonciations auxquelles les élèves de Vincent étaient en butte, il s'empressa de mettre à exécution une partie de ses projets.
Le talent de Meynier consistait en une parfaite connaissance des formes anatomiques, un grand art de peindre les nus et une excellente maîtrise de la peinture de plafond, tant sous le rapport de la disposition pittoresque que sous celui de la perspective aérienne.
Meynier n'a pas eu la renommée qu'il aurait méritée. Il tenait un chez lui un atelier de peinture exclusivement consacré aux femmes, et il comptait notamment parmi ses élèves Louise Hersent. Il fut nommé professeur à l'École des beaux-arts de Paris, le 7 novembre 1819 en remplacement de Jean-Jacques Lagrenée et eu pour successeur Merry-Joseph Blondel, en 1832.
Il est mort le 6 septembre 1832, victime du choléra, tout comme sa femme qui venait elle aussi d'en être frappée quelques jours plus tôt.

## Collections publiques

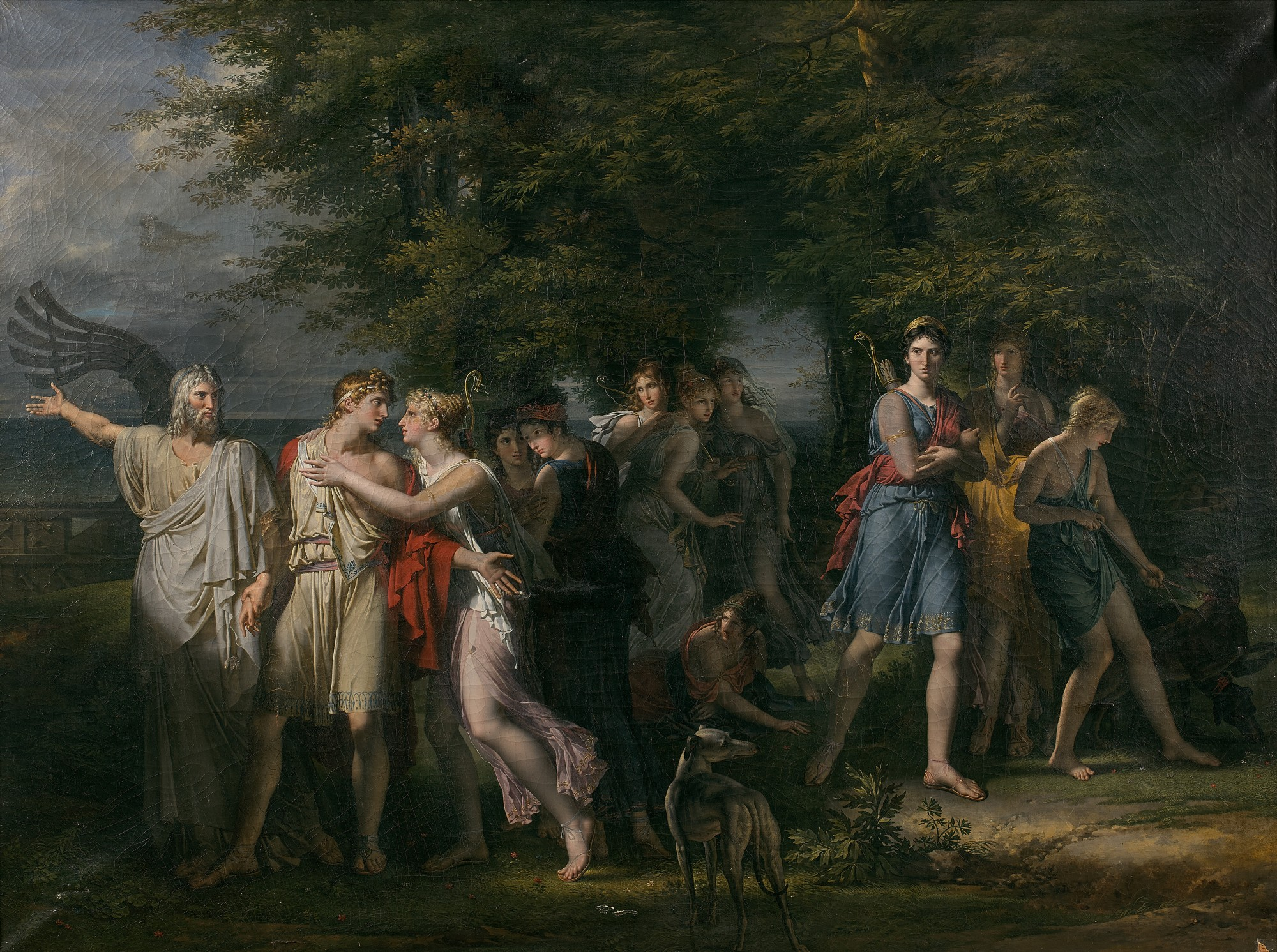
Télémaque, pressé par Mentor, quitte l’île de Calypso, 1799-1800

Détail : Napoléon sur l'île de la Lobau.

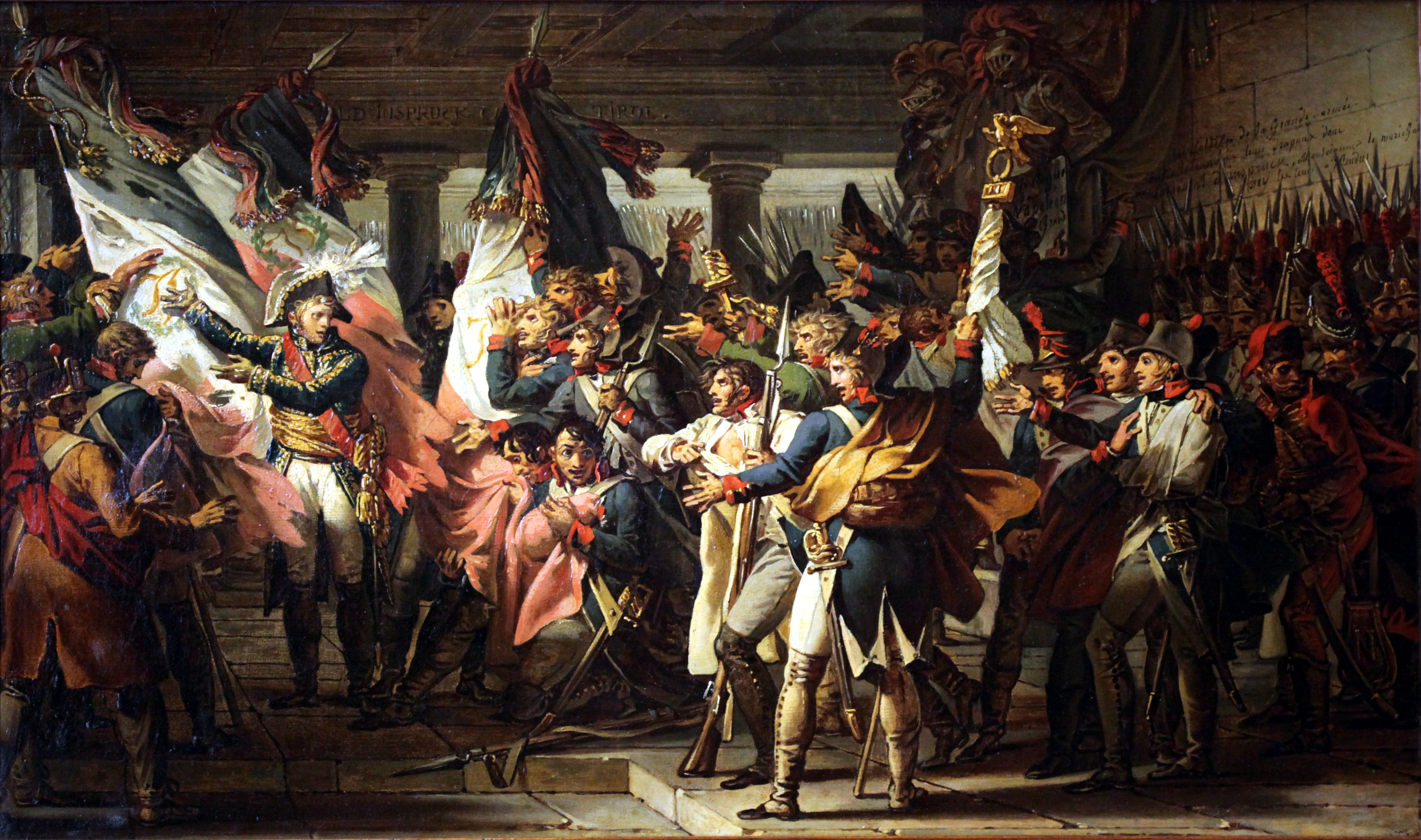
Le 76e de ligne retrouvant ses drapeaux dans l'arsenal d'Innsbruck (1807), musée de la Révolution française.

Un ensemble de cinq toiles représentant les muses fut conservé en Suisse au château de Wallenreid, (Jura). Un autre ensemble de quatre toiles représentant des statues antiques d'Apollon, de Diane, de Mercure et de Polymnie est exposé au musée de la Révolution française.
- Le 76e de ligne retrouvant ses drapeaux dans l'arsenal d'Innsbruck (Vizille).
- Entrée de Napoléon à Berlin, 27 octobre 1806 (Versailles).
- Les Français dans l'île de Lobau (Versailles).
- Dédicace de l'Église de Saint-Denis en présence de Charlemagne (dans la sacristie de cette même église).
- Phorbas présentant œdipe à la reine de Corinthe (Louvre).
- Saint-Vincent-de-Paul (à l'Église de Saint-Jean à Lyon).
- Alexandre et Campaspe (au musée de Rennes).
- Le Triomphe de saint Michel sur le démon (possesseur en 1843 : l'hospice de Saint-Mandé).
- Portrait du Cardinal Joseph Fesch (1806; ministère des finances puis château de Versailles).
- Rome donnant à la terre donnât le Code de Justinien (plafond au musée du Louvre).
- La France protégeant les beaux-arts sous les auspices de paix (ibidem).
- La France triomphante encourageant les Sciences et les Arts au milieu de la guerre (1795), huile sur toile, 65 × 74 cm, bibliothèque Marmottan, Boulogne-Billancourt[5]
- Le Génie préservant de la faux du temps des chefs-d'œuvre  de nos grands maîtres (ibidem).
- Les Nymphes de Parthénope emportant leurs pénates sur les bords de la Seine (plafond du musée Charles X, musée du Louvre, 1827).
- Job sur le fumier ou Job raillé par sa femme, musée Muséum départemental des Hautes-Alpes.
- La France en Minerve protège les arts, musée Magnin, Dijon.
- Ensemble de grisailles représentant les villes de France, complétée d'une frise représentant les différentes bourses d'Europe (Palais Brongniart).
- La mort d'Atys, musée Magnin, Dijon.
- Milon de Crotone voulant essayer sa force est surpris et dévoré par un lion, 1795, huile sur toile, 61 × 50 cm, musée des beaux-arts de Montréal.
- La Sagesse préservant l’Adolescence des traits de l’Amour, 1810, huile sur toile, 242 × 206 cm, Musée des beaux-arts du Canada[6]

## Collections privées
- La bataille d'Austerlitz, huile sur toile, Boissy-Saint-Léger, Château de Grosbois.

## Élèves
- Victor Adam (1801-1866)
- Aimée Brune-Pagès (1803-1866), peintre
- Amélie Legrand de Saint-Aubin (1797-1878), peintre, expose au Salon de 1819 à 1850
- Sophie Marais (1797-1847), peintre angevine, élève de Jean-Jacques Delusse à Angers en 1825 et de Meynier à Paris en 1830[7].
- Louise Mauduit (1784-1862), peintre, future épouse de Louis Hersent
- Julie Philipault (1780-1834), peintre[8]
- James Pradier (1790-1852), sculpteur et peintre
- Louise Vincent, née en 1815, peintre, expose au Salon de 1837 à 1850, future épouse (1837) d'Adolphe Phalipon[9]
- Jenny Larivière (1801-1885).

## Expositions
- « Charles Meynier, 1763–1832 », Boulogne-Billancourt, bibliothèque Marmottan, 14 mars – 21 juin 2008[10],[11] ; Dijon, musée Magnin, 11 juillet – 12 octobre 2008